# Patlabor (série télévisée d'animation)
Pour les articles homonymes, voir Patlabor.
Patlabor (機動警察パトレイバー, Kidōkeisatsu patoreibā) est un anime en 7 épisodes de 30 minutes, créée par les studios Deen et Toei Animation en 1988 et vendue en OAV en 1991.
Une deuxième série d'animation japonaise en 47 épisodes de 25 minutes a été réalisée par les studios Sunrise entre 1989 et 1990. En France, la série a été diffusée à partir du 1er avril 1992 sur TF1 dans l'émission Club Dorothée, sur TMC puis rediffusée sur Mangas et NT1.
Une troisième série d'animation japonaise, intitulée Patlabor (Kidôkeisatsu Patlabor New OVA series), en 16 épisodes de 30 minutes a été réalisée par les studios Bandai Visual entre 1990 et 1992, et vendue en OAV en 1994.
Une quatrième série d'animation japonaise parodique, intitulée Mobile Police Patlabor Minimum (Mini Pato), en 3 épisodes de 12 minutes a été réalisée par les studios Production I.G et Bandai Visual en 2001, et vendue en OAV en 2005.
Un court métrage de 8 minutes Mobile Police Patlabor Reboot diffusé lors de la Japan Animator Expo d'octobre 2016 , annonce une relance avec de nouveaux personnages.

## Synopsis
L'animé suit les aventures des agents d'un poste de police équipé de labors, des robots de grande taille (autrement appelés "méchas"), et qui remplacent divers engins civils (chantiers, etc) et militaires.
Patlabor est l'abréviation de "patrol labor", littéralement travail de patrouille. Les agents de cette unité sont chargés de la sécurité en ville, en particulier la lutte contre le détournement de labors à des fins criminelles et terroristes ou tout simplement à récupérer les labors hors de contrôle provoquant d'importants dommages.

## Version manga
La première série a inspiré un manga du même nom. C'est l'un des rares cas où une série d'animation, de surcroît en vidéo, précède la version manga, au Japon.

## Voix françaises

### Deuxième et troisième séries
- Stéphanie Murat : Élodie (voix principale)
- Anne Rondeleux : Élodie (voix de remplacement)
- William Coryn : William
- Marc François : Capitaine Goto
- Laurence Crouzet : Johanna, Raphaëlle
- Mireille Audibert : Barbara
- Emmanuel Curtil : Allan (voix principale)
- Vincent Ropion : Allan (voix de remplacement)
- Alexandre Gillet : Allan (voix de remplacement)
- Sady Rebbot : Étienne, Colonel Walsh
- Régis Reuilhac : Eddy, Charlie

## Épisodes

### Première série
Première diffusion en cassette vidéo et vidéodisc (Laser Disc) : principe de l'OAV.

#### Fiche technique
- Character Design (conception graphique des personnages) : Akemi Takada
- Mecha Design (conception graphique des robots) : Yutaka Izubuchi
- Musique : Kenji Kawai

### Deuxième série
Première diffusion à la télévision.
1. Branle-bas de combat
2. Le grand tournoi
3. Sauvetage
4. Promenons-nous dans les bois
5. Un robot égaré
6. La tour infernale
7. Espionnage
8. L'arbre sacré
9. La ténébreuse machination
10. Les lunettes noires
11. La contre-attaque
12. Illusions perdues
13. Le prince d'Oasia
14. L'union fait la force
15. La baleine en croisière
16. Le capitaine Goto
17. Rien ne va plus
18. Nouvelle recrue
19. L'ombre du Dieu dragon !
20. Le robot fantôme - 1re partie
21. Le robot fantôme - 2e partie
22. Un étrange parrain
23. Le départ de Johanna
24. Bon voyage Johanna
25. Le choix primordial
26. La nouvelle recrue
27. La maison abandonnée
28. Deux individus suspects
29. Les affamés de la seconde brigade
30. Une solution de remplacement
31. Une terrible tragédie
32. Deuxième rencontre
33. Le robot noir
34. Le grand face à face
35. Griffon disparaît
36. Elodie et les voleurs
37. L'inspection
38. Le passage souterrain
39. Essais sur un nouveau robot
40. Le monstre de l'île sacrée
41. Un sauvetage périlleux
42. La dernière tentative
43. Les femmes dans la police
44. Le rêve de Charlie
45. Hésitation
46. Le nouveau venu
47. Le robot AV-Zéro

### Troisième série
Première diffusion en cassette vidéo et vidéodisc (Laser Disc) : principe de l'OAV.
1. Le retour du Griffon
2. La rage de dents
3. La seconde brigade contre-attaque
4. Le meilleur indice d'écoute
5. La grande opération
6. Le poseur de bombes
7. La partie est terminée
8. Sept jours de feu
9. Duel
10. Amnésie
11. Le chat de gouttière
12. La tempête
13. Une perle de trop
14. La fille au parapluie
15. L'envoyée des étoiles
16. Un jour comme les autres

### Quatrième série
1. Le cri du canon de révolver ! (Cry of the Revolver Cannon!)
2. Ah, ce magnifique modèle 98 AV ! (Ah, the Glory of the '98 AV!)
3. Le secret du véhicule spécial numéro 2 (The Secret of the Special Vehicle 2)